# Tephrosia vernicosa
Tephrosia vernicosa là một loài thực vật có hoa trong họ Đậu. Loài này được C.E.Wood miêu tả khoa học đầu tiên.